# 公立学校共済組合四国中央病院
公立学校共済組合四国中央病院（こうりつがっこうきょうさいくみあいしこくちゅうおうびょういん）は、愛媛県四国中央市川之江町にある病院である。公立学校共済組合が運営している。2010年4月に愛媛県立三島病院を県から譲渡され分院の「三島医療センター」として運営している。宇摩圏域の災害拠点病院である。
三島医療センターと統合した中核病院を2028年度までに市内で建設する予定である。

## 歴史
- 1956年 - 病院開設。
- 2010年4月1日 - 愛媛県立三島病院の移譲を受け、公立学校共済組合三島医療センター開設。

## 診療科
- 内科
- 呼吸器内科
- 循環器内科
- 消化器内科
- 心療内科
- 精神科
- 小児科
- 外科
- 消化器外科
- 乳腺・内分泌外科
- 心臓血管外科
- 小児外科
- 整形外科
- 形成外科
- 皮膚科
- 泌尿器科
- 産婦人科
- 眼科
- 耳鼻咽喉科
- リハビリテーション科
- 放射線科
- 麻酔科
- 病理診断科

## 周辺
- 四国中央市川之江図書館
- 愛媛県立川之江高等学校
- 川之江信用金庫東支店

## 交通アクセス
- JR四国予讃線川之江駅からせとうちバス三島医療センター・三島中央経由新居浜住友病院前行き、四国中央病院前まで3分。

## 三島医療センター
公立学校共済組合三島医療センター（こうりつがっこうきょうさいくみあいみしまいりょうセンター）は、愛媛県四国中央市にある四国中央病院の分院である。旧愛媛県立三島病院の移譲を受けて開設された。許可病床数は70床だが、稼働病床数は4階病棟の59床（一般55床、感染症4床）である。移譲にあたり、第二種感染症指定医療機関およびエイズ診療協力病院の機能は三島医療センターで継続し、災害拠点病院の機能は本院で引き継ぐことになった。

### 沿革
- 2010年4月1日 - 開設。

### 診療科
- 内科（内科、循環器内科、呼吸器内科）
- 整形外科
- 放射線科

常勤医師は内科の2名のみで、四国中央病院や愛媛県立中央病院から非常勤医師の派遣を受けている。

### 医療機関の指定等
- 保険医療機関
- 救急告示医療機関
- 労災保険指定医療機関
- 生活保護法指定医療機関
- 結核指定医療機関
- 原子爆弾被害者一般疾病医療取扱医療機関
- 第二種感染症指定医療機関
- エイズ治療拠点病院

### 周辺
- 愛媛県立看護専門学校
- 四国中央医療福祉総合学院
- 伊予三島運動公園

### 交通アクセス
- JR四国予讃線伊予三島駅からせとうちバス三島医療センター・三島中央経由新居浜住友病院前行き、三島医療センター前まで4分。